# 18 v. Chr.
Portal Geschichte | Portal Biografien | Aktuelle Ereignisse | Jahreskalender | Tagesartikel

◄ |
2. Jahrhundert v. Chr. |
1. Jahrhundert v. Chr. |
1. Jahrhundert |
►

◄ | 30er v. Chr. | 20er v. Chr. | 10er v. Chr. | 0er v. Chr. |
0er |
►

◄◄ | ◄ | 21 v. Chr. | 20 v. Chr. | 19 v. Chr. | 18 v. Chr. |
17 v. Chr. |
16 v. Chr. |
15 v. Chr. |
► |
►►
Staatsoberhäupter

## Ereignisse

### Politik und Weltgeschehen

#### Römisches Reich
- Das imperium proconsulare des Augustus wird erstmals um 5 Jahre verlängert. Das imperium proconsulare bildet eines der zentralen Herrschaftsinstrumente des Augustus und seiner Nachfolger (oberste Befehlsgewalt über die in den gefährdeten Provinzen stationierten Legionen), wird dem Prinzeps Augustus jedoch nie auf Lebenszeit verliehen, sondern vom Senat lediglich verlängert.[1]
- 18/17 v. Chr.: Die erste nachweisbare Römerbrücke über die Mosel wird errichtet. An dieser Stelle entsteht in den nächsten Jahren die römische Stadt Augusta Treverorum, das heutige Trier.

#### Korea
- Das Königreich Baekje wird laut dem Samguk Sagi gegründet.

### Gesellschaft
- Augustus erlässt das Gesetz Lex Iulia de maritandis ordinibus zur Erhöhung der allgemeinen Moral und zur Bekämpfung von Kinderlosigkeit. Es dürfen nur noch standesgerechte Ehen geschlossen werden.
- Die Lex de adulteriis coercendis („über die Verhinderung von Ehebrüchen“) enthält Strafvorschriften für Unzucht und Ehebruch.

## Gestorben
- um 18 v. Chr.: Publius Petronius, römischer Ritter, Präfekt von Ägypten (* um 75 v. Chr.)